# Phyllosticta ghaesembillae
Phyllosticta ghaesembillae är en svampart som beskrevs av Koord. 1907. Phyllosticta ghaesembillae ingår i släktet Phyllosticta och familjen Botryosphaeriaceae.   Inga underarter finns listade i Catalogue of Life.